# 함종빈
함종빈(咸鍾斌, 1923년 4월 1일 ~ 2009년 3월 28일, 강원 양양)은 대한민국의 정치학자, 기업인, 정치인이다. 본관은 강릉이다.

## 학력
- 고려대학교 정치학과 졸업

## 약력
- 대한민국 육군사관학교 정치학과 주임교수
- 주식회사 새한페인트사 대표이사
- 1960년 ~ 1961년 : 제5대 민의원 (민주당)
- 민주당 중앙당 외교부 차장
- 1973년 ~ 1976년 : 제9대 국회의원 (유신정우회)
- 1979년 ~ 1980년 : 제10대국회의원 (무소속)
- 대한민국헌정회 사무총장

## 역대 선거 결과
|  | 22.30% |

|  | 29.93% |

|  | 6.60% |

|  | 45.56% |

|  | 43.44% |

|  | 0% |

|  | 12.19% |

|  | 17.60% |

|  | 4.68% |